# کویل ریج (فلوریدا)
کویل ریج (به انگلیسی: Quail Ridge) یک منطقهٔ مسکونی در ایالات متحده آمریکا است که در فلوریدا واقع شده‌است. کویل ریج ۱٬۰۴۰ نفر جمعیت دارد و ۱۷٫۰۷ متر بالاتر از سطح دریا واقع شده‌است.